# بطولة أوروبا لكرة الطائرة للرجال 1977
بطولة أوروبا لكرة الطائرة للرجال 1977 هو الموسم 10 من  بطولة أمم أوروبا للكرة الطائرة للرجال. أشرف على تنظيمه الاتحاد الأوروبي للكرة الطائرة، وكان عدد الأندية المشاركة فيه  12.